# Etridiazol
Etridiazol ist eine chemische Verbindung aus der Gruppe der Thiadiazole.

## Gewinnung und Darstellung
Etridiazol kann durch Reaktion von Natrium in wasserfreiem Ethanol mit 3-Trichlormethyl-5-chlor-1,2,4-thiadizol gewonnen werden.
Alternativ ist die Gewinnung durch Reaktion von Trichloracetamidin-Hydrochlorid mit Trichlormethansulfenylchlorid und dann mit Natriumhydroxid in Ethanol möglich.

## Eigenschaften
Etridiazol ist eine brennbare, wenig flüchtige, hellgelbe Flüssigkeit, die kaum löslich in Wasser ist.

## Verwendung
Etridiazol wird als Fungizid verwendet. Es ist ein Kontakt-Fungizid mit protektiver und kurativer Wirkung zum Einsatz gegen Phytophthora und Pythium spp. bei Zierpflanzen, Baumwolle, Erdnüssen, Gemüse und Rasen.
Es wird als Bodenfungizid in den Boden eingearbeitet. Die Wirkung basiert auf Hemmung der Lipidperoxidation.
Außerdem hemmt Etridiazol die Nitrit-Bildung durch Nitrosomonas (Nitrifikationshemmer).

## Zulassung
In den Staaten der Europäischen Union ist die Verwendung von Etridiazol seit 1. Juni 2011 für Anwendungen als Fungizid „in nicht bodengebundenen Systemen in Gewächshäusern“ zulässig.
In Deutschland, Österreich und der Schweiz sind keine Pflanzenschutzmittel mit diesem Wirkstoff zugelassen.